# Il diavolo nella bottiglia
Il diavolo nella bottiglia è un racconto di Robert Louis Stevenson pubblicato per la prima volta su New York Herald (Febbraio-Marzo 1891) e su Black and White a Londra (Marzo-Aprile 1891). Fu inserito poi, nel 1893, nella raccolta Island Nights' Entertainments (Gli intrattenimenti delle notti sull'isola), edito a Londra  da Cassell, con illustrazioni di Gordon Browne e William Hatherell.

## Trama
Keawe, giovane hawaiano, acquista per pochi dollari una magica bottiglia: in essa è rinchiuso un diavoletto che realizza ogni desiderio. L'importante è sbarazzarsi della bottiglia in tempo, prima di morire, perché il suo possesso condanna all'inferno. La condizione imposta per liberarsene è venderla ad un prezzo più basso di quello d'acquisto. Come ha sempre desiderato Keawe si fa costruire una bellissima casa. La vita è facile e felice e arriva anche l'amore con l'incontro della bella Kokua. I due si sposano ma purtroppo Keawe contrae la lebbra e per salvarsi deve ricomprare la bottiglia che era riuscito a vendere. Da questo momento iniziano una serie di peripezie per cercare di vendere la bottiglia arrivata a un prezzo bassissimo.

## Tematiche
(Introduzione dell'Editore Fara a Robert Louis Stevenson, IL diavolo della bottiglia)

## L'oggetto magico
(Robert Louis Stevenson, Il diavolo nella bottiglia e altri racconti)

## Edizioni italiane
- Catalogo volumi pubblicati in Italia